# Christel Khalil
 (octobre 2019).
Si vous disposez d'ouvrages ou d'articles de référence ou si vous connaissez des sites web de qualité traitant du thème abordé ici, merci de compléter l'article en donnant les références utiles à sa vérifiabilité et en les liant à la section « Notes et références ».
Christel Adnana Khalil (née le 30 novembre 1987 à Los Angeles en Californie) est une actrice américaine. Elle est surtout connue pour incarner le rôle de Lily Winters dans le soap-opéra Les Feux de l'amour.

## Biographie
Née à Los Angeles en Californie, Christel est la fille de Belita Edwards, qui a des origines Afro-Américaines et Amérindiennes, tandis que son père a des origines Pakistanaises. Sa grand-mère maternelle, Alberta Edwards, a des origines Afro-Américaines et Amérindiennes tandis que son grand-père maternel a des ancêtres Blancs. Elle est la dernière sur une fratrie de quatre enfants, ayant trois frères aînés : Alex, Adam et Chris.

## Carrière
Du 15 août 2002 au 2 septembre 2005, elle a joué le rôle de Lily Winters dans le soap-opéra Les Feux de l'amour. Très vite après son départ, Christel fut remplacée par l'actrice Davetta Sherwood. Sept mois plus tard, Davetta a quitté la série sous la demande de la productrice exécutive, Lynn Marie Latham, afin que Christel revienne. Christel est officiellement revenue dans Les Feux de l'amour le 7 novembre 2006. En août 2012, il a été confirmé que Christel quitte pour de bon la série,.Cependant, à la suite du départ de l'ancienne productrice, Maria Arena Bell au profit d'un nouveau producteur, Jill Farren Phelps, répondant aux exigences de l'actrice, elle est réengagée dans le programme de manière récurrente, puis de manière régulière.   
En dehors des Feux de l'Amour, Christel est apparue dans plusieurs séries télé telles que Malcolm, Phénomène Raven ou encore NCIS : Los Angeles.

## Vie privée
Le 21 septembre 2008, Christel épouse Stephen Hensley. Le 17 avril 2010, Christel a donné naissance à leur premier enfant, un garçon prénommé Michael Caden Hensley. Lors de la Saint-Valentin 2012, Christel déclare qu'elle a divorcé de Stephen.
Christel est très proche de son ancienne partenaire dans Les Feux de l'amour, Lyndsy Fonseca.

## Filmographie

### Cinéma
- 1995 : Dragon Fury : Une petite fille
- 1996 : Matilda : Une enfant dans une classe
- 1997 : You're invited to Mary-Kate & Ashley's Christmas Party : Diana
- 1998 : Milo : Claire Mullins jeune
- 2002 : Interview with the Assassin (en) Une baby-sitter
- 2002 : White Like the Moon : Nita
- 2017 : Chronologia Human : Christel
- 2018 : Good Deed : Lauren
- 2022 : We Need to Talk : Aly Fulton

### Télévision

#### Séries télévisés
- 1993 : The Sinbad Show : Crystal (épisode 5)
- 1996 : La Vie de famille : Angela (saison 8, épisode 8)
- 1997 : Georges & Léo : Enfant # 3 (épisode 7)
- Depuis 2002 : Les Feux de l'amour : Lily Winters
- 2003-2004 : Phénomène Raven : Crystal (2 épisodes)
- 2004-2006 : W.I.T.C.H. : Cornelia Hale (Voix)
- 2006 : Malcolm : Kristin Peterson (saison 7, épisode 16)
- 2011 : NCIS : Los Angeles : La conductrice (saison3 ,épisode 20)
- 2012 : 2 Broke Girls : La fille coquette (saison 2, épisode 6)

## Distinctions

### Récompenses
- NAACP Image Awards 2008 : meilleure actrice dans une série télévisée dramatique pour Les Feux de l'amour
- Daytime Emmy Awards 2012 : Meilleure jeune actrice dans une série télévisée dramatique pour Les Feux de l'amour
- FirstGlance Film Festival 2022 : meilleure distribution dans une comédie dramatique pour We Need to Talk partagée avec James Maslow, Johnathan Fernandez, Tray Chaney, Emily Bett Rickards, Peter Patrikios, Chrisdine King et Devin Kennedy.

### Nominations
- Young Artist Awards 2003 : meilleure performance pour une jeune actrice principale dans une série télévisée dramatique pour Les Feux de l'amour
- Young Artist Awards 2004 : meilleure performance pour une jeune actrice principale dans une série télévisée dramatique pour Les Feux de l'amour
- Daytime Emmy Awards 2004 : Meilleure jeune actrice dans une série télévisée dramatique pour Les Feux de l'amour
- NAACP Image Awards 2005 : meilleure actrice dans une série télévisée dramatique pour Les Feux de l'amour
- Soap Opera Digest Awards 2005 : meilleure jeune actrice dans une série télévisée dramatique pour Les Feux de l'amour
- Daytime Emmy Awards 2006 : Meilleure jeune actrice dans une série télévisée dramatique pour Les Feux de l'amour
- NAACP Image Awards 2006 : meilleure actrice dans une série télévisée dramatique pour Les Feux de l'amour
- NAACP Image Awards 2007 : meilleure actrice dans une série télévisée dramatique pour Les Feux de l'amour
- NAACP Image Awards 2009 : meilleure actrice dans une série télévisée dramatique pour Les Feux de l'amour
- Daytime Emmy Awards 2010 : Meilleure jeune actrice dans une série télévisée dramatique pour Les Feux de l'amour
- NAACP Image Awards 2012 : meilleure actrice dans une série télévisée dramatique pour Les Feux de l'amour
- NAACP Image Awards 2014 : Meilleure actrice dans une série télévisée dramatique pour Les Feux de l'amour
- Daytime Emmy Awards 2020 : Meilleure actrice dans un second rôle dans une série télévisée dramatique pour Les Feux de l'amour
- Soap Hub Awards 2020 : actrice de série préférée dans une série télévisée dramatique pour Les Feux de l'amour
- Soap Hub Awards 2021 : actrice de série préférée dans une série télévisée dramatique pour Les Feux de l'amour